# Mary Gordon-Watson
Pour les articles homonymes, voir Mary Watson, Mary Gordon (homonymie), Gordon et Watson.
Mary Diana Gordon-Watson, née le 3 avril 1948 à Blandford, est une cavalière britannique de concours complet. 

## Palmarès
- Championne du monde de concours complet en 1970 avec Cornishman
- Champion du monde de concours complet par équipe en 1970 avec Cornishman
- Championne olympique de concours complet par équipe aux Jeux olympiques d'été de 1972 avec Cornishman
- 4e par équipe aux Jeux olympiques d'été de 1972 avec Cornishman